# モノセロスリング
モノセロスリング(Monoceros Ring)は、銀河系の周りを3周する、恒星でできた長く複雑なリング状のフィラメントである。銀河系との融合によって引き裂かれているおおいぬ座矮小銀河に由来する恒星ストリームでできているという説があるが、長い間論争が続いている。リングは、太陽質量の1億倍の質量を持ち、長さは20万光年にもなる。

## 発見
この恒星ストリームは、2002年にスローン・デジタル・スカイサーベイを実施した天文学者によって最初に報告された。

## 論争
2006年、2MASSのデータを用いた研究により、これは「リング状」ではなく、実際は銀河系の歪んだ銀河円盤の一部ではないかという疑いが出された。しかし、2007年に公表されたアングロ・オーストラリア望遠鏡を用いた観測で、歪んだ円盤では観測される構造を作り出すことはできないことが示された。
近年、何人かの研究者は、モノセロスリングは単に銀河系のThick diskが広がったり歪んだりして密度の高い部分ができたに過ぎないという立場に主張を変えている。